# Diplosoma multipapillata
Diplosoma multipapillata är en sjöpungsart som beskrevs av Kott 1980. Diplosoma multipapillata ingår i släktet Diplosoma och familjen Didemnidae. Inga underarter finns listade i Catalogue of Life.